# BU-120
La  BU-120  es una carretera autonómica perteneciente a la Red Complementaria Preferente de la Junta de Castilla y León que transcurre entre las localidades de Aranda de Duero y Roa de Duero atravesando el municipio de Berlangas de Roa.
El inicio de esta carretera está en la  N-122 , en el término municipal de Castrillo de la Vega, y termina en Roa de Duero. En este recorrido, de 15,5 km, sólo pasa por Berlangas de Roa.
Durante todo su recorrido consta de una sola calzada, con un carril para cada sentido de circulación.